# Schönbornská zahrada
Schönbornská zahrada na Malé Straně v Praze je barokní zahrada s výměrou 2,68 ha v nadmořské výšce 200–270 m n. m. Společně s Schönbornským palácem (Tržiště 15) je od 1. ledna 1964 chráněna jako kulturní památka.

## Popis zahrady
Barokní terasovitá zahrada italského typu nacházející se na severním svahu Petřína nad Vrtbovskou zahradou vznikla, spolu s palácem, okolo roku 1650 zásluhou velkopřevora řádu maltézských rytířů a vojenského velitele Prahy, rakousko-uherského generála hraběte Rudolfa z Colloredo-Waldsee. Hrabě v bitvě u Lutzenu přišel o nohu, a proto dal postavit schodiště vedoucí na první zahradní terasu se speciálním sklonem, aby mohl jezdit na koni přímo do paláce.
Na její další barokní úpravě se podepsali Jan Blažej Santini-Aichel a Giovanni Battista Alliprandi. Později, na konci 18. století, kdy palác převzali Schönbornové, byla také přestavěna v duchu anglického krajinářského slohu. Má terasovou kompozici nesenou opěrnou zdí se středovým obloukem na severojižní ose. V horní části jsou situované ovocné stromy.

## Současná situace
Od roku 1924 patří zahrada, společně s Schönbornským palácem, který je využíván jako velvyslanectví USA, Spojeným státům americkým a zahrada je tak veřejnosti nepřístupná.
Zajímavostí jsou dvě zahradní terasy nacházející se v dolní části zahrady, které jsou předěleny opěrnou zdí s dvouramenným schodištěm. Dominantou zahrady je při jakémkoli pohledu na tuto část Prahy arkádový vyhlídkový pavilon - Glorieta s vlající státní vlajkou Spojených států. Diplomaté využívají i přilehlou zahradu, ta proto není přístupná veřejnosti a zejména po teroristických činech v USA i jinde ve světě je silně střežena. Část zahrady lze vidět pouze z vyhlídek okolních zahrad, Lobkovické nebo Vrtbovské, případně z vyhlídky Hradčanského náměstí.

## Kašny v zahradě
V nižším parteru terasovité zahrady jsou umístěny dvě téměř totožné kašny, zasazené do opěrných zdí. Tvoří je přibližně 4 metry vysoká nika z neomítnutých, žebrovitě vystouplých cihel. Voda vytékala z otvoru v horní části niky a po "kaskádě" z cihel stékala do nepravidelného pískovcového bazénku u paty kašny. U jedné z kašen je ve stěně napravo patrný pozůstatek přívodu vody.
Třetí kašna se nachází na vyšší zahradě, stejně jako dvě předchozí je zasazena v opěrné zdi a vytvořena z cihel. Rozdíl je pouze ve výšce niky, která je zde přibližně o jeden metr vyšší. V zaklenutí niky jsou patrné tři otvory pro vyústění vody. U paty kašny je opět pískovcový bazén. Bohužel kašny nefungují již mnoho desítek let.

## Citáty zmiňující zahradu
| „             | Ta zahrada! Vchází se zámeckou bránou, nevěříš vlastním očím. Skrz druhou bránu lemovanou karyatidami, můžeš vidět stoupání na Gloriettu (sloupové portiko), velkoryse široký svah s půvabně poskládanou řadou schodů, točité kamenné stupně jsou přerušované postranními cestičkami vedoucími pryč. | “ |
| — Franz Kafka | |   |

| „             | Máme takové zahrady v Praze: Schönbornskou, pod hradem, u Zlaté studně. Aby se stráň dala lépe obdělávati, jsou na ní vysunuty jakési stupně. A i když mi bude zakázáno slovo »vysuté«, budu zahrady takové jmenovati aspoň vysunutými, neb je v tom více smyslu než ve »visutých«, při nichž vždy mám dojem, že jsou zavěšeny na provazech nebo řetězech. Nevím ovšem, byly-li v Babyloně takové stráně, aby bylo nutno je »stupňovitě zakládati. | “ |
| — Karel Mašek | |   |